# Zalaegerszeg vasútállomás
Zalaegerszeg vasútállomás egy Zala vármegyei vasútállomás Zalaegerszegen, a GYSEV üzemeltetésében.
A megyeszékhely központjától délkeletre helyezkedik el, közvetlenül a 7410-es út (a 74-es főút régi, a város lakott területén még keresztülhúzódó nyomvonala) mellett.
Állomásépülete 1926-ban készült el neoromán stílus szerint.
Helyközi és helyi buszjáratok egyaránt érintik.

## Áthaladó vasútvonalak
- Zalaegerszeg–Rédics-vasútvonal (23)
- Boba–Bajánsenye-vasútvonal (25)

## Képtár

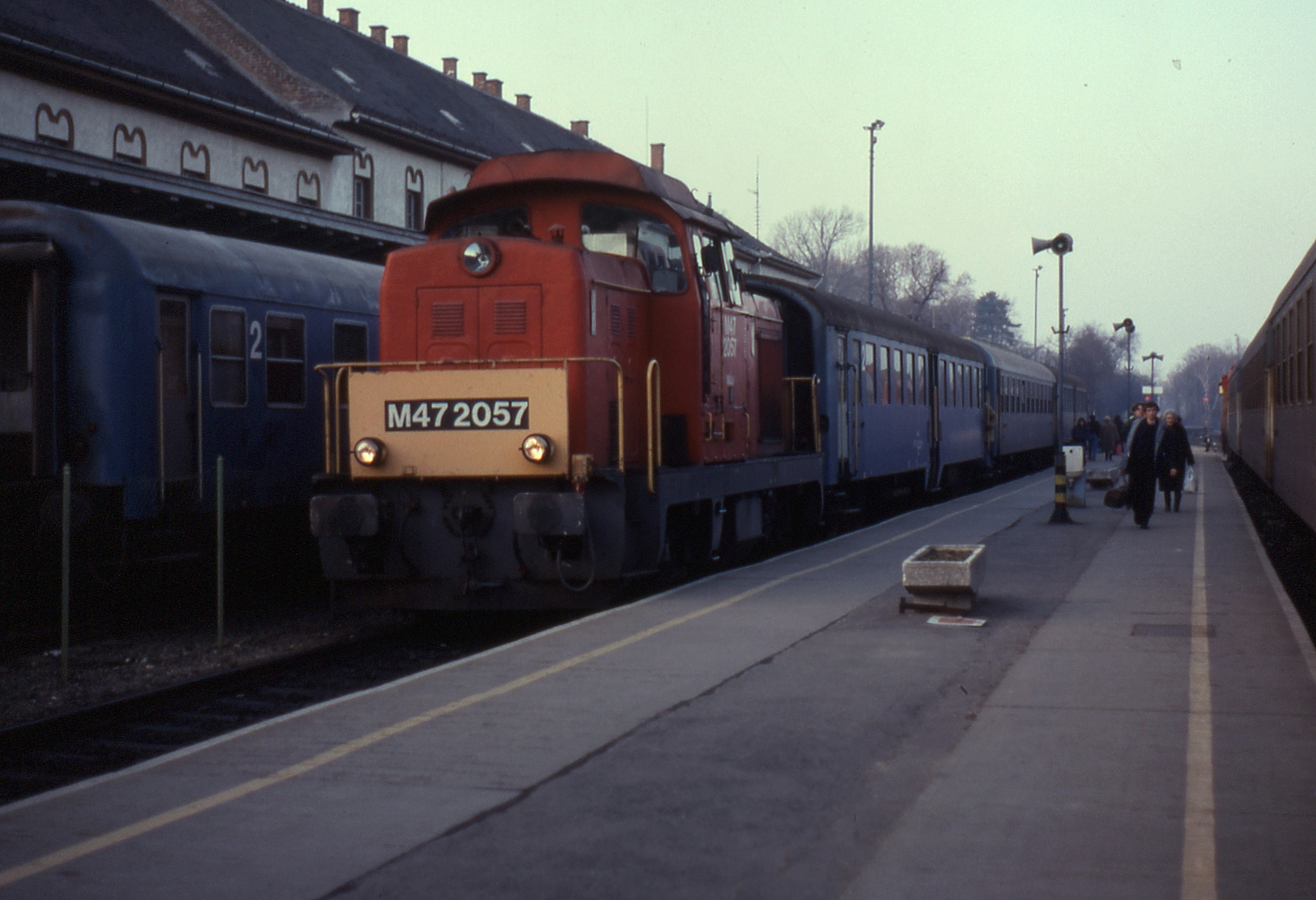
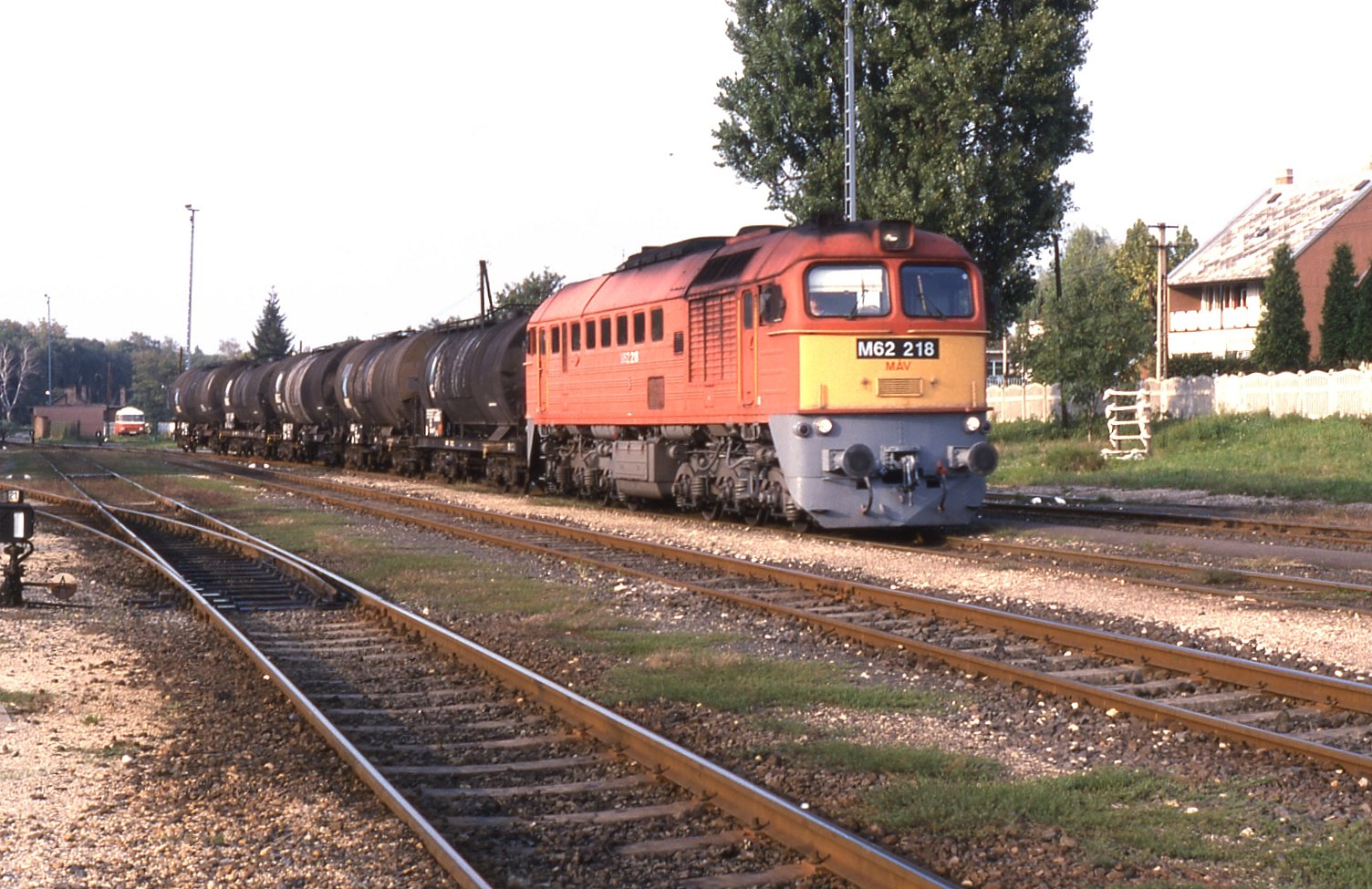
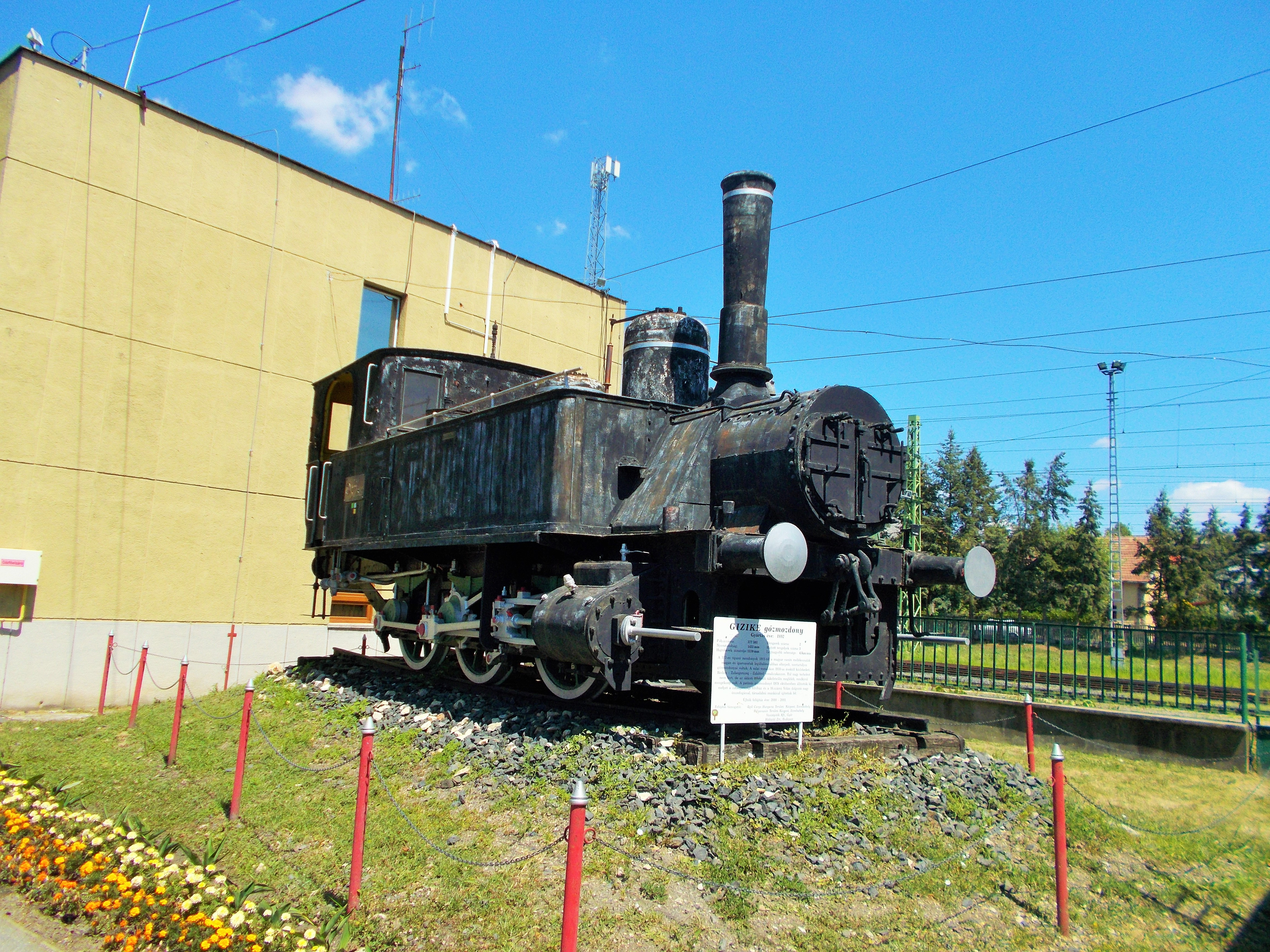
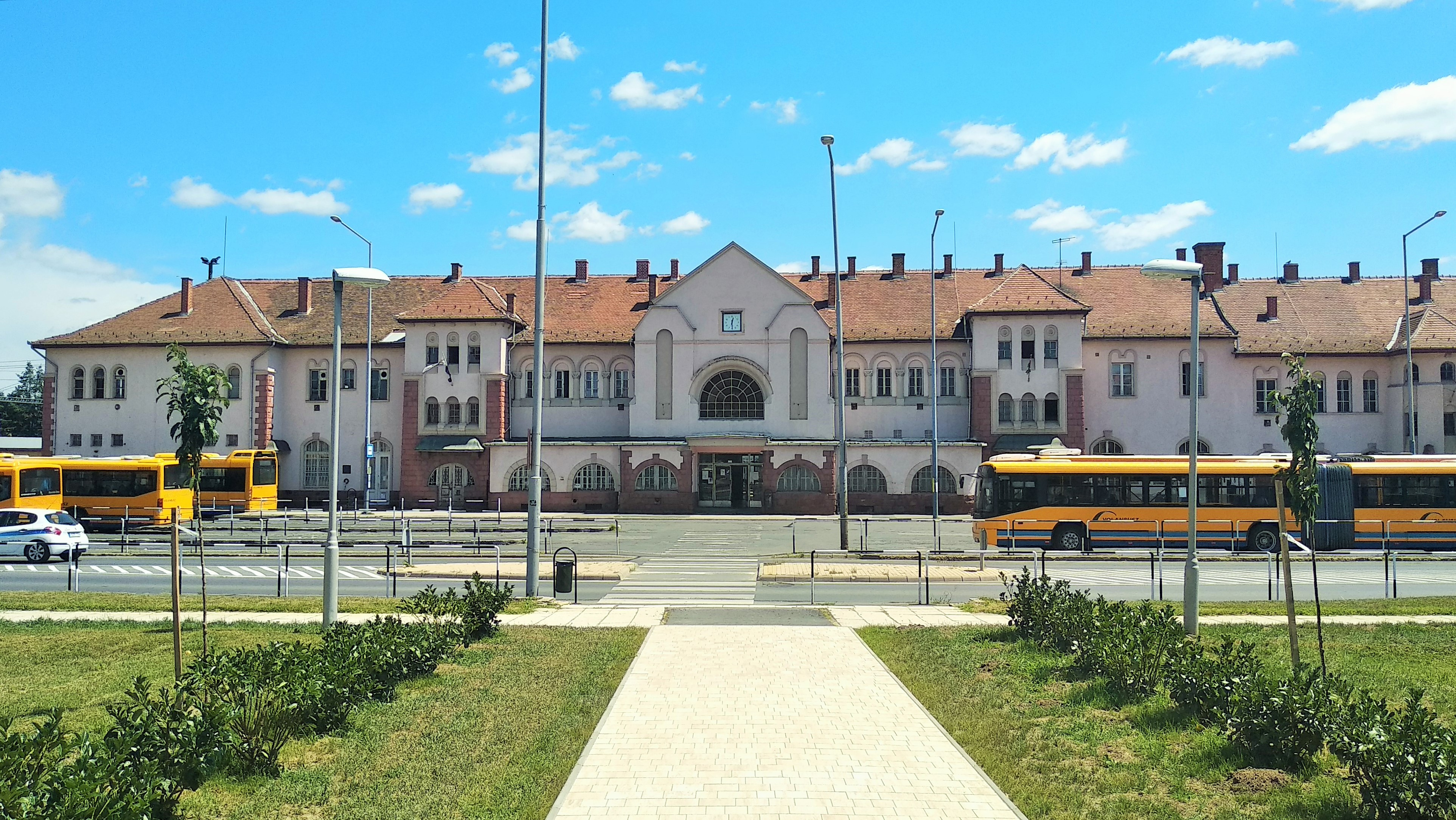
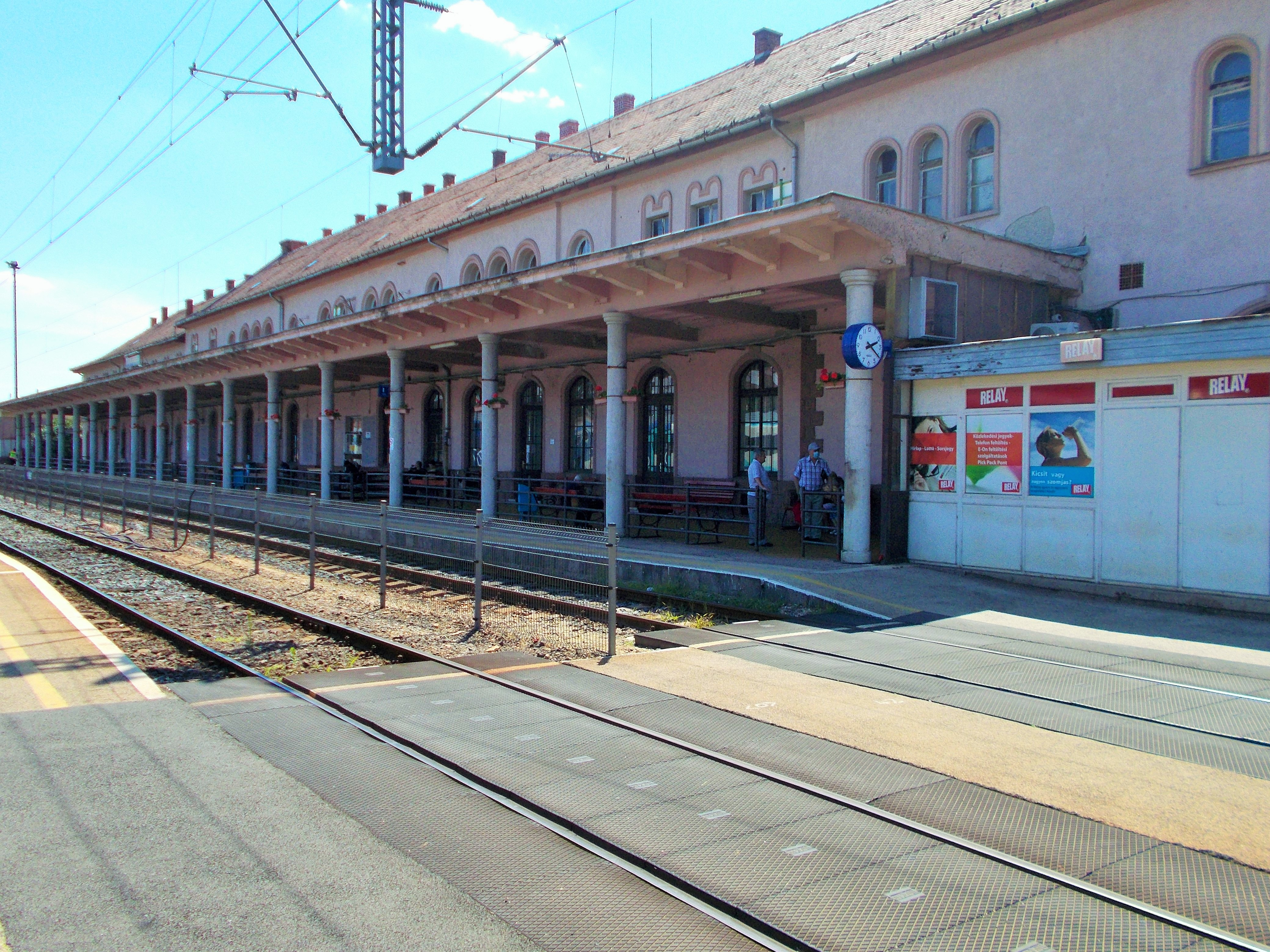
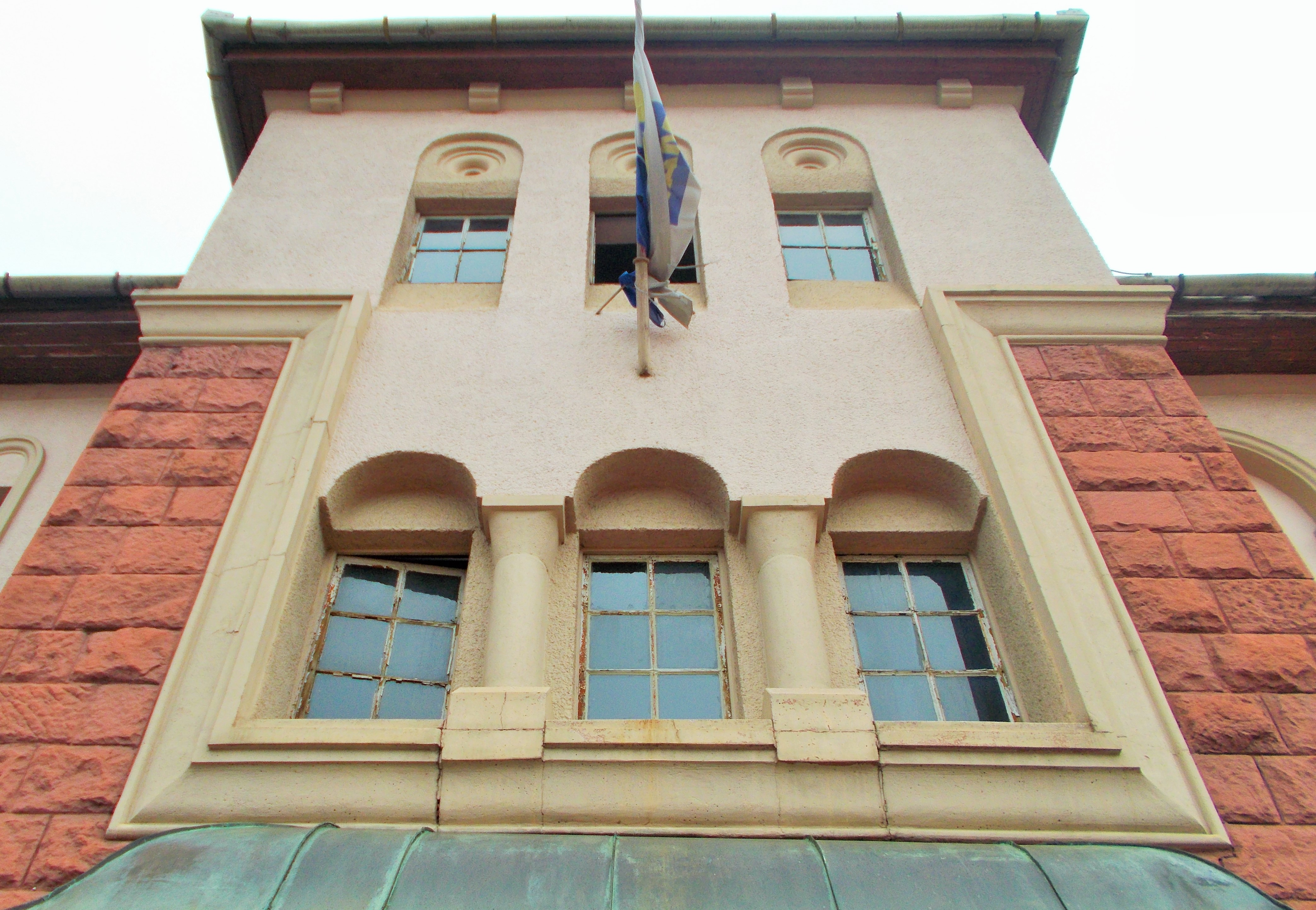
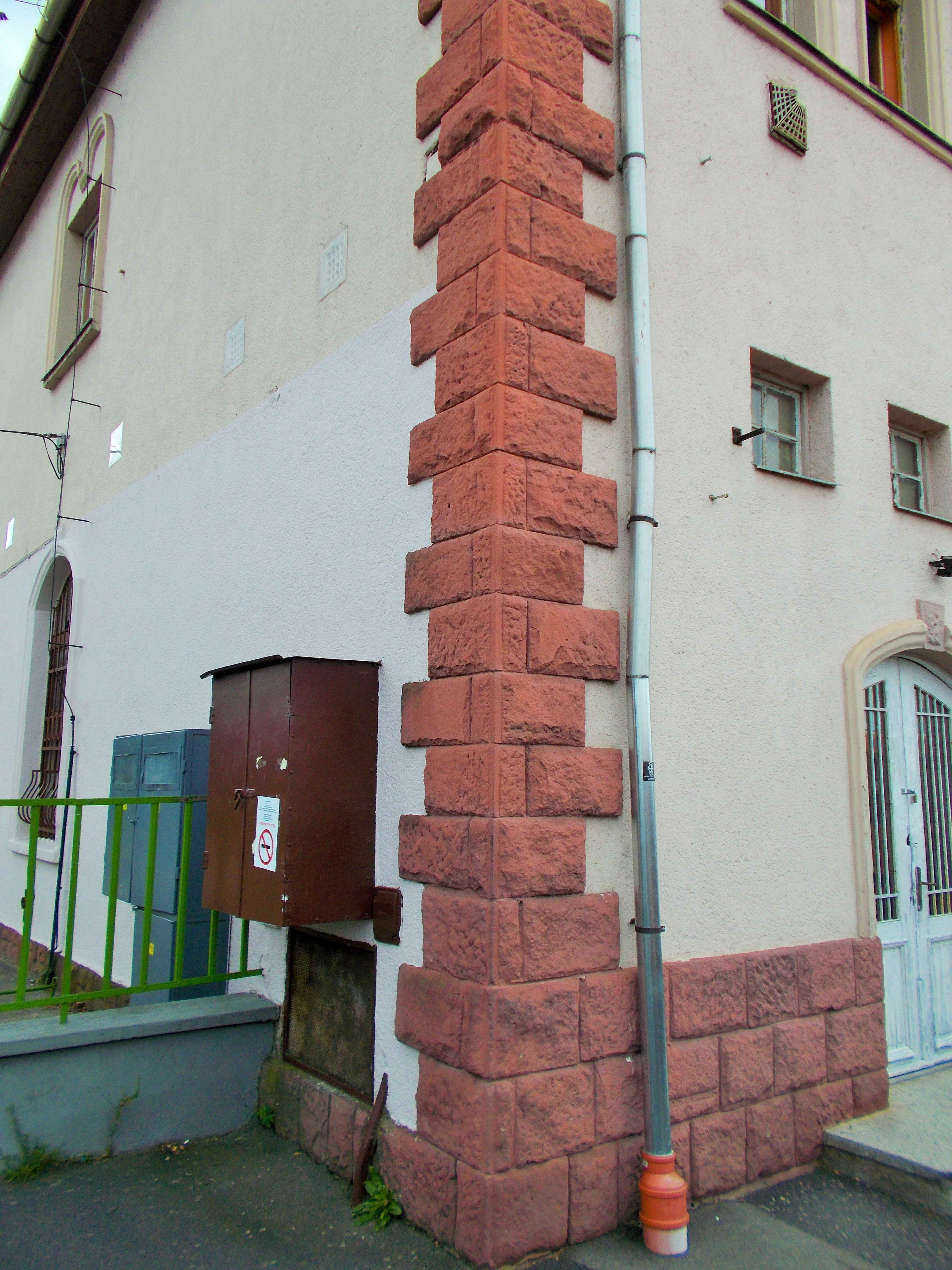
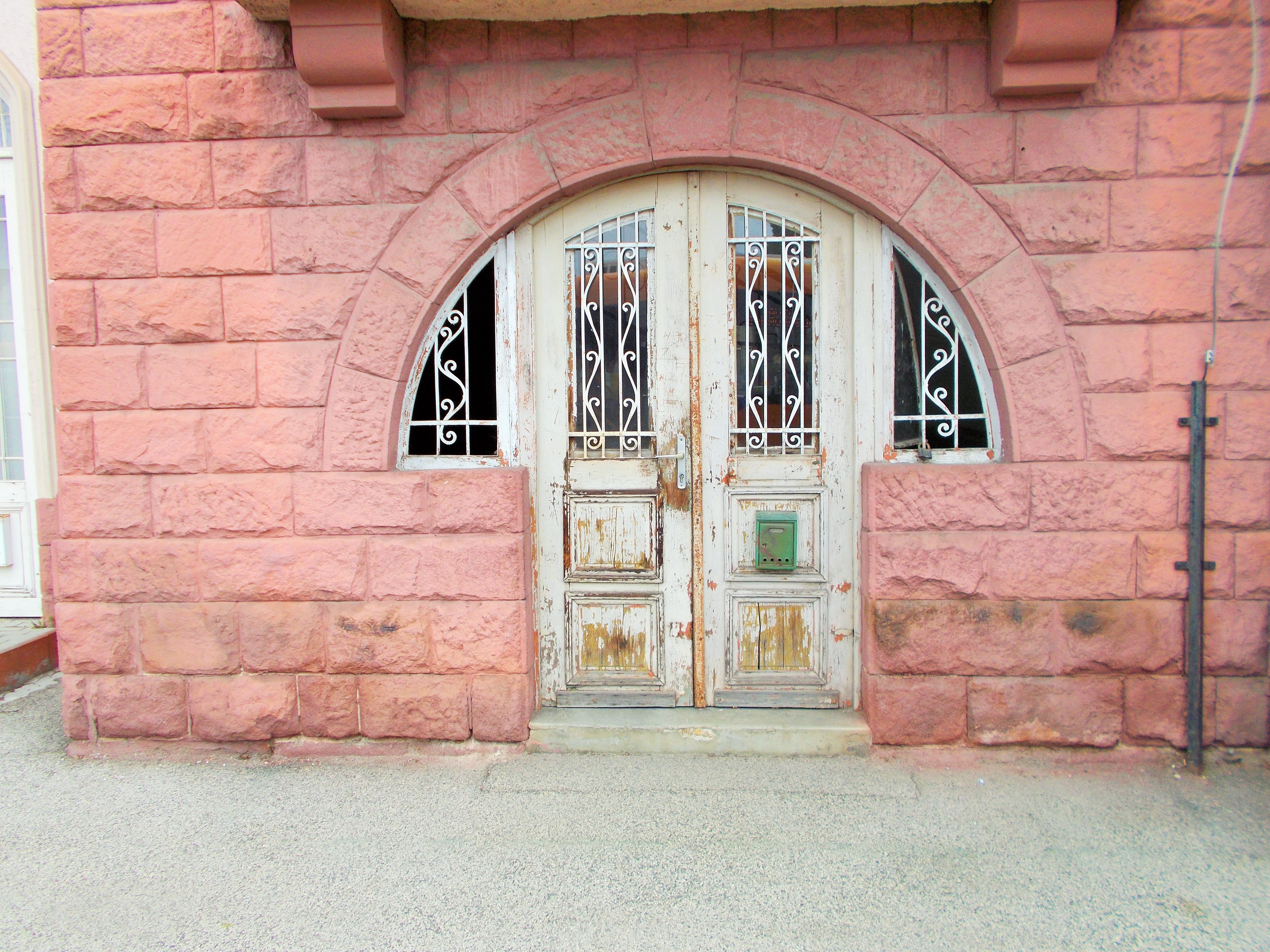
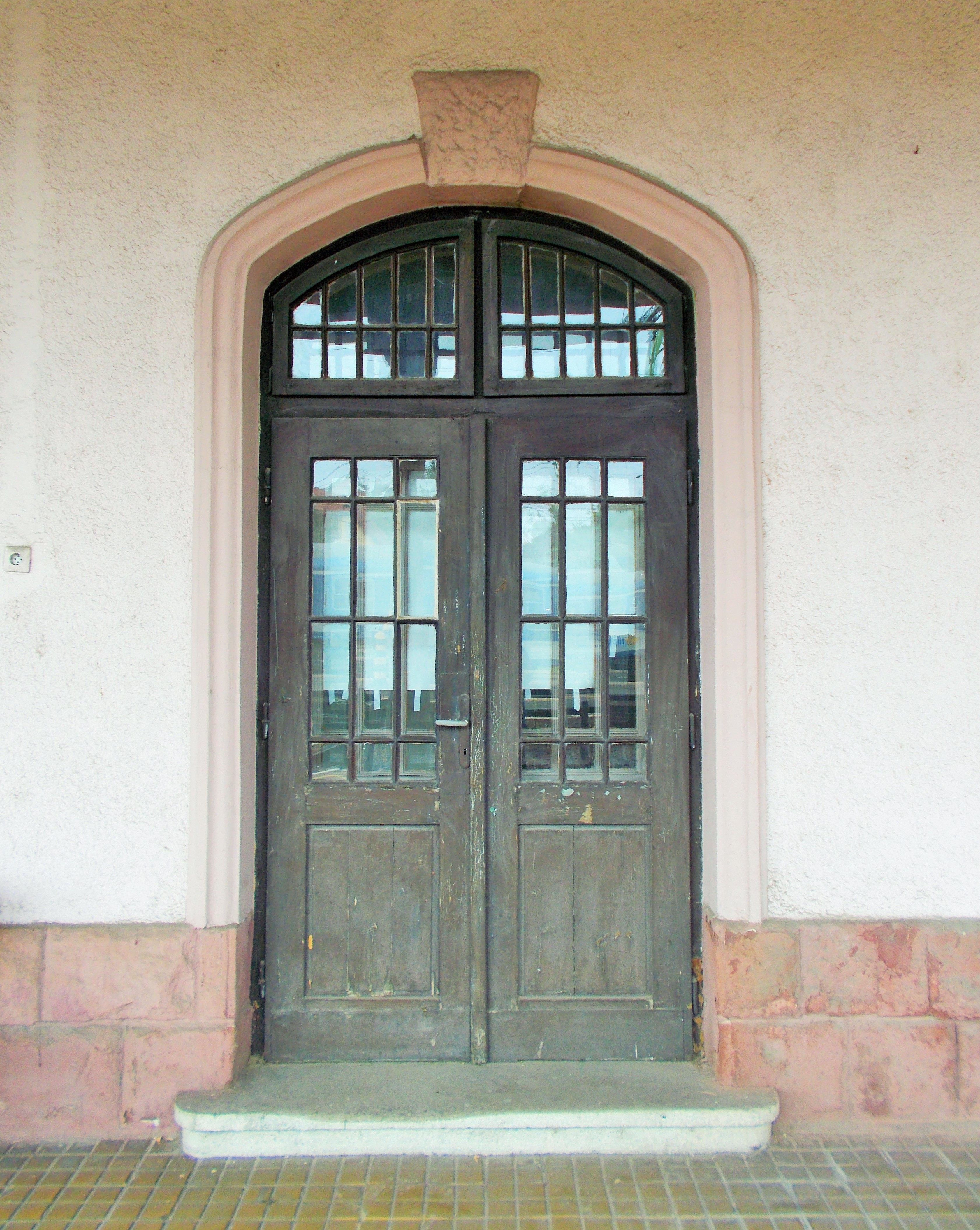
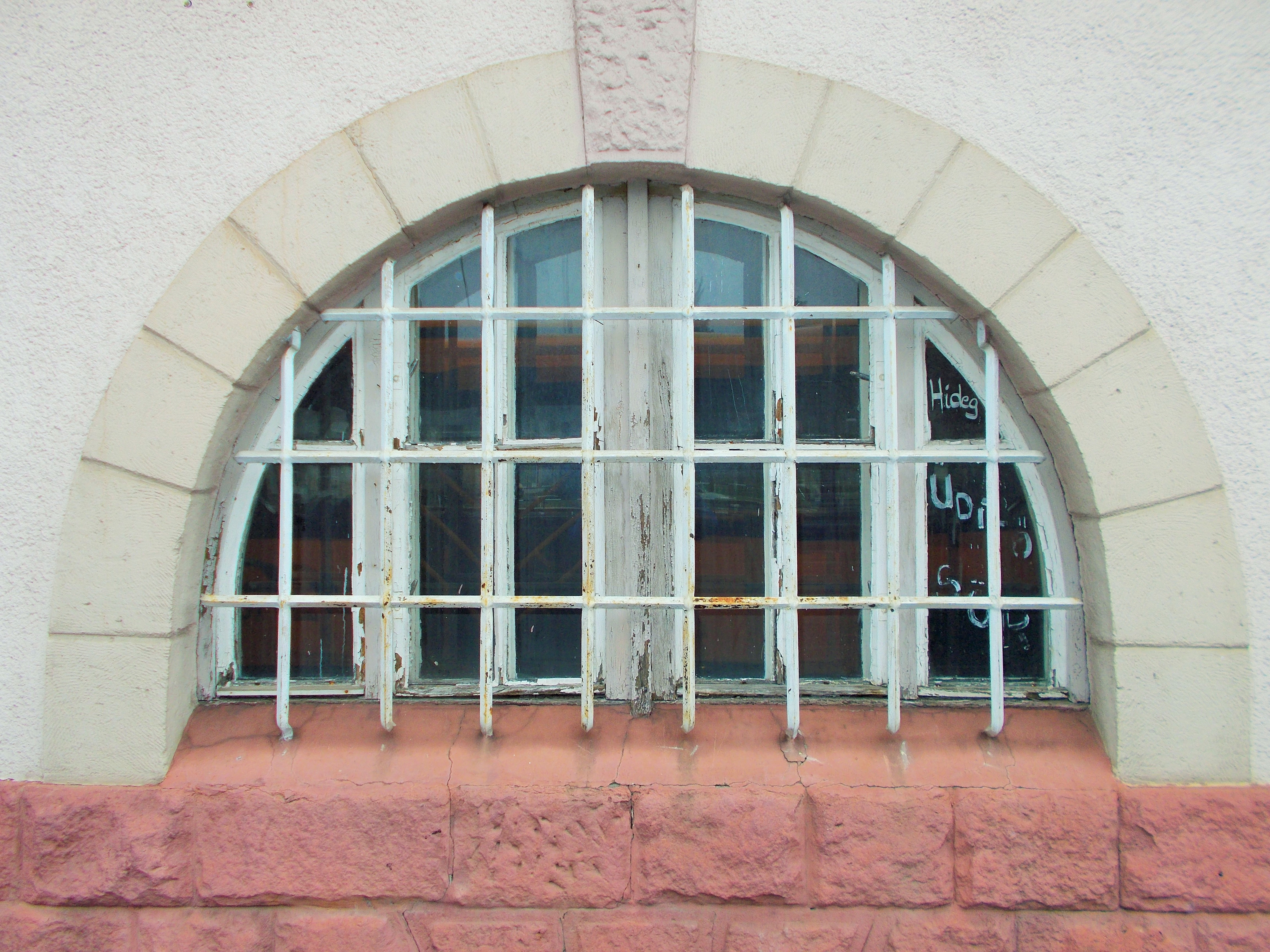
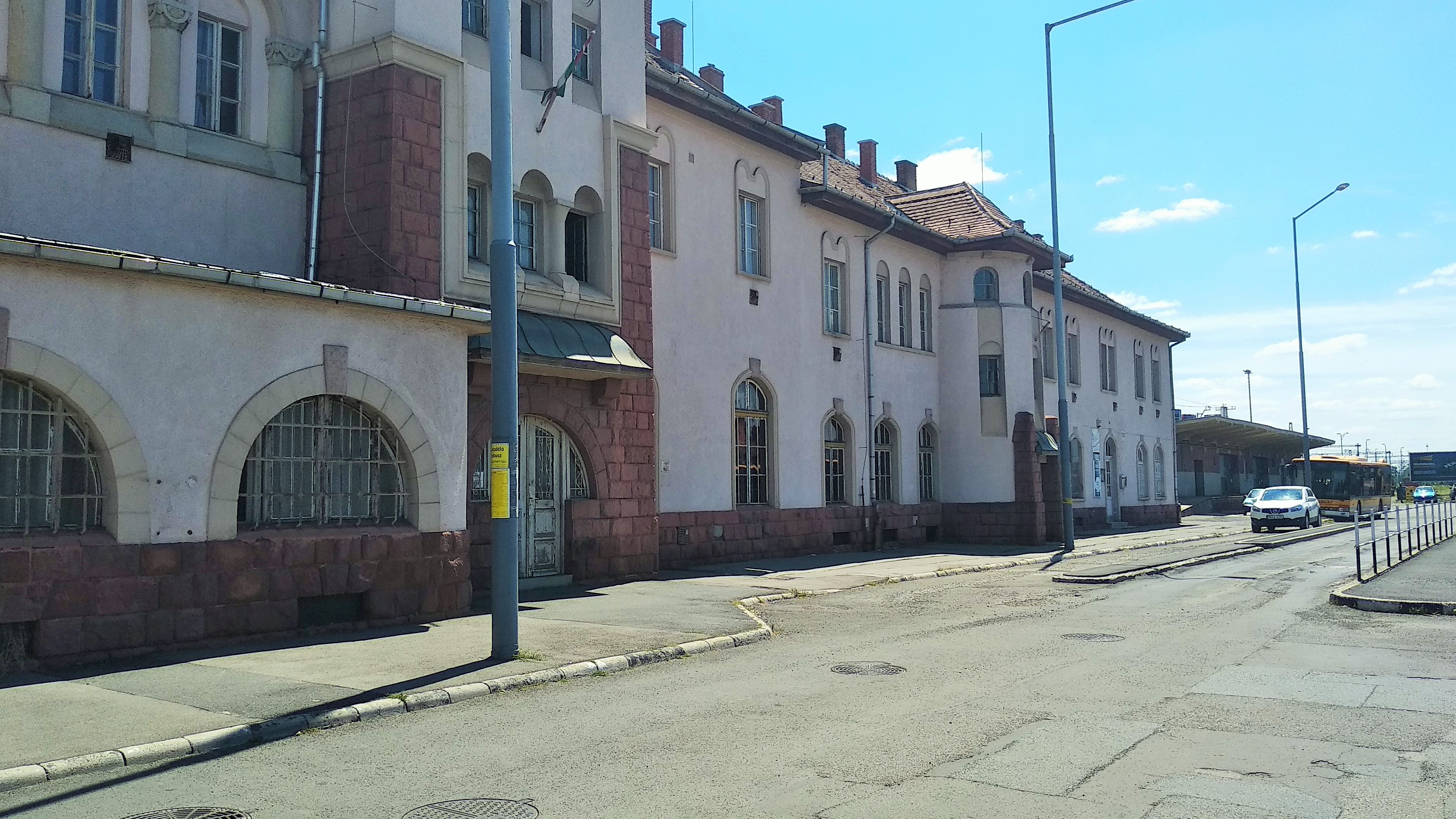
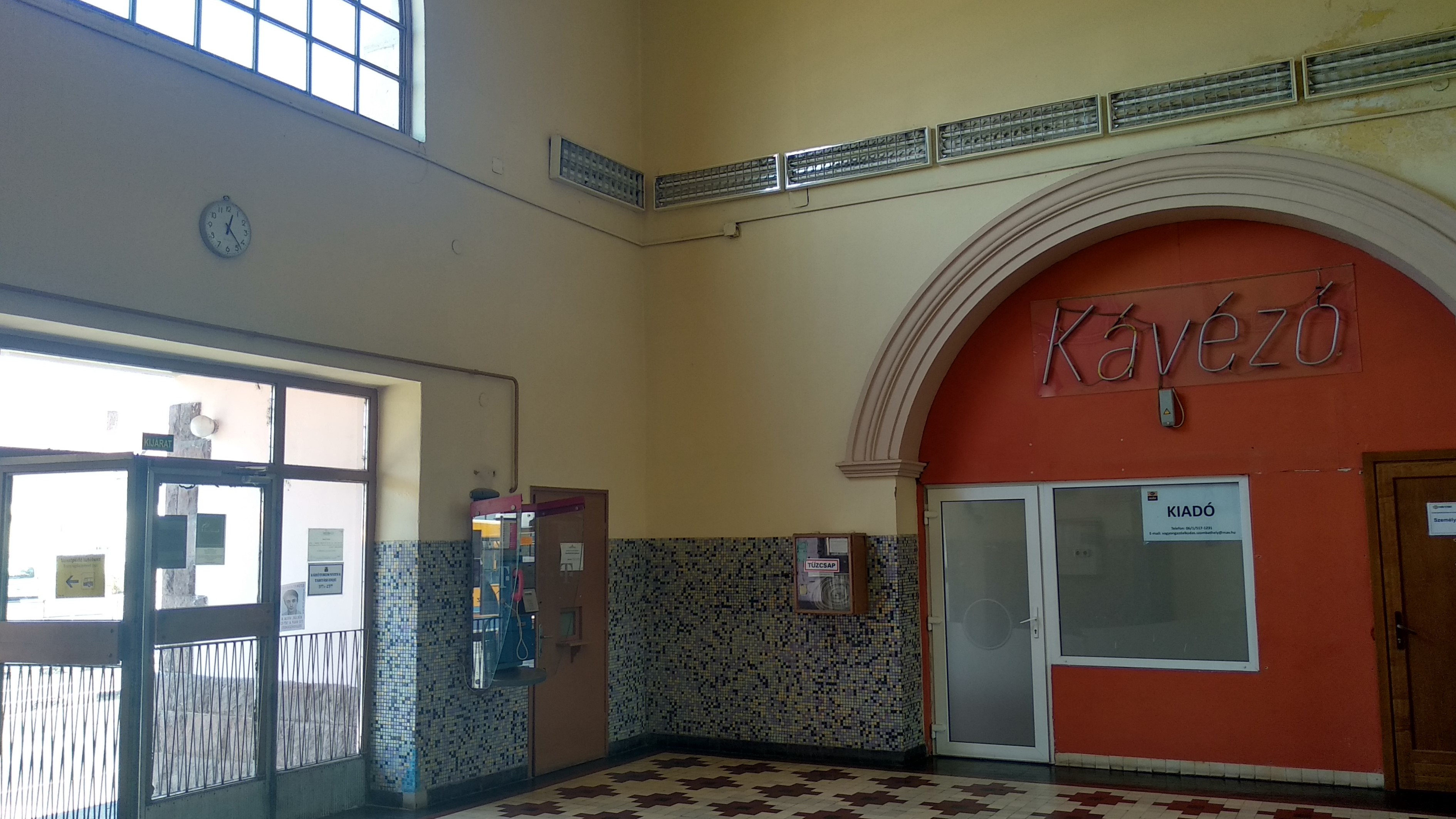

## Forgalom
| Járat                           | Útvonal | Gyakoriság                             |
| ------------------------------- | --- | -------------------------------------- |
| személyvonat                    | Zalaegerszeg – Zalaszentiván (→ Kemendollár → Pókaszepetk → Pakod → Zalabér-Batyk) | Napi 1-2 pár                           |
| személyvonat                    | Zalaegerszeg – Zalaszentiván – Kemendollár – Pókaszepetk – Pakod – Zalabér-Batyk – Türje – Dabronc – Ukk – Rigács – Nemeskeresztúr – Jánosháza – Kemenespálfa – Boba – Nemeskocs – Celldömölk (napi 1 tovább Szombathely felé) | 2 óránként                             |
| személyvonat                    | Zalaegerszeg – Zalaszentiván – Zalaszentlőrinc – Egervár-Vasboldogasszony – Győrvár – Pácsony – Vasvár – Püspökmolnári – Szentléránt – Sorkifalud – Gyöngyöshermán – Szombathely (napi 1 tovább Sopron felé) | Napi 4 pár                             |
| személyvonat                    | Zalaegerszeg – Zalaegerszeg-Ola – Andráshida – Bagod – Zalaszentgyörgy – Zalacséb-Salomvár – Budafa – Zalapatakalja – Zalalövő – Felsőjánosfa – Pankasz – Nagyrákos – Őriszentpéter – Bajánsenye – Hodoš (Őrihodos) | Napi 6 pár                             |
| személyvonat                    | Zalaegerszeg – Bocfölde – Sárhida – Bak – Baktüttös – Tófej – Rádiháza – Gutorfölde – Ortaháza – Csömödér-Páka – Iklódbördőce – Lentiszombathely – Lenti – Rédics | Napi 4 pár                             |
| személyvonat                    | Zalaegerszeg – Bocfölde – Sárhida – Bak – Baktüttös – Tófej – Rádiháza – Gutorfölde – Ortaháza – Csömödér-Páka – Iklódbördőce – Lentiszombathely – Lenti | Nyári menetrendben napi 1 pár          |
| személyvonat                    | Zalaegerszeg – Zalaszentiván – Alsónemesapáti – Nagykapornak – Búcsúszentlászló – Zalaszentmihály-Pacsa – Pötréte – Felsőrajk – Gelse – Újudvar – Nagykanizsa | Napi 1 pár                             |
| személyvonat                    | Zalaegerszeg → Zalaszentiván → Zalaszentlőrinc → Egervár-Vasboldogasszony → Győrvár → Pácsony → Vasvár → Püspökmolnári → Szentléránt → Sorkifalud → Gyöngyöshermán → Szombathely → Répcelak → Csorna → Győr | Szeptember 5-étől vasárnap 1 Győr felé |
| Göcsej InterCity                | Budapest-Déli – Budapest-Kelenföld – Székesfehérvár – Várpalota – Pétfürdő – Veszprém – Ajka – Jánosháza – Ukk – Zalabér-Batyk – Zalaszentiván – Zalaegerszeg | 2 óránként                             |
| Citadella nemzetközi InterCity  | Budapest-Déli – Budapest-Kelenföld – Székesfehérvár – Várpalota – Pétfürdő – Veszprém – Ajka – Jánosháza – Ukk – Zalabér-Batyk – Zalaszentiván – Zalaegerszeg – Zalalövő – Őriszentpéter – Hodoš (Őrihodos) – (Mačkovci (Mátyásdomb) →) Murska Sobota (Muraszombat) – Lipovci (Hársliget) – Ljutomer mesto (← Ivanjkovci) – Ormoz (Ormosd) – Ptuj – Pragersko (Pragerhof)– Celje – Laško – (Rimske Toplice →) Zidani Most – Trbovlje – Zagorje – (Litija →) Ljubljana                             | Napi 1 pár                             |
| Istria nemzetközi expresszvonat | (közvetlen kocsikkal Budapest-Déli felől) (Boba →) Zalaegerszeg – Zalalövő – Őriszentpéter – Hodoš (Őrihodos) – Murska Sobota (Muraszombat) – Ptuj – Maribor – Pragersko – Poljčane – Šentjur – Celje – Laško – Zidani Most – Hrastnik – Trbovlje – Zagorje – Litija – Ljubljana (közvetlen kocsikkal: Borovnica – Postojna – Pivka – Ilirska Bistrica – Šapjane – Jurdani – Opatija Matulji – Rijeka (Fiume)) – Borovnica – Logatec – Rakek – Postojna – Pivka – Divača – Hrpelje-Kozina – Koper | Nyáron napi 1 pár                      |